# Блохвиц, Штеффен
Штеффен Блохвиц (нем. Steffen Blochwitz; род. 8 сентября 1967, Херцберг, ГДР) — бывший немецкий профессиональный шоссейный велогонщик, завершивший карьеру. Золотой призёр чемпионата мира на треке 1989 года и серебряный чемпион Летних олимпийских игр 1988 года в Сеуле.

## Биография
Штеффен Блохвиц родился в 1967 году в городе Херцберг, ГДР. В конце восьмидесятых годов он был признан одним из лучших немецких шоссейных велогонщиков. В 1988 году он в составе команды велогонщиков из ГДР принял участие в Летних олимпийских играх в Сеуле. В командной гонке преследования вместе с напарниками Хеннигом, Майером и Вольфом Блохвиц добыл серебряную медаль. С результатом 4.14,09 спортсмены из ГДР уступили первенство заезда соперникам из СССР, которые с результатом 4.13,31 заняли первое место. В начале 90-х карьера Блохвица пошла на спад. Несмотря на поддержку друга и напарника Карстена Вольфа Штеффен так и не смог получить контракт и присоединиться к команде «Telekom». Более того, во время велозаезда в Нидерландах он упал с велосипеда в 15 километрах от финиша. Инцидент имел последствия для здоровья велогонщика — он ударился головой об поручень и сломал два шейных позвонка. В течение нескольких недель Блохвиц был прикован к постели в госпитале.